# Comunidade Helicon Hall
A Comunidade Helicon Hall foi uma comunidade agrícola experimental chefiada por Upton Sinclair. Fundada em 1906 na cidade de Englewood, no estado americano de New Jersey, foi incendiada em 1907 e logo após dissolvida. 
Sinclair Lewis entrou para a comunidade alguns meses antes do seu fim e ali conheceu os filósofos William James e John Dewey.
Composto por escritores, artistas, músicos, editores, professores e profissionais liberais, a Helicon Hall queria evitar as atividades desgastantes da vida doméstica atraves da convivência em cooperação mútua de todos os seus participantes.